# Dexia capensis
Dexia capensis là một loài ruồi trong họ Tachinidae.